# Laura Mur i Cervelló
Laura Mur i Cervelló (Flix, Ribera d'Ebre, 1962) és una escriptora catalana. De professió mestra d'escola de primària a centres de la Ribera d'Ebre, va començar la seua trajectòria literària amb diverses narracions i contes, que tot i no publicar-se, van obtindre diversos guardons de caràcter local a les Terres de l'Ebre, com Lo Flix d'Abans (02/03) i el de Móra la Nova (2002 i 2006). El 2004 publica el seu primer llibre Coques i corassons, dedicat a la gastronomia comarcal, junt a Anna Llop i Rams. El 2007, guanya el Premi Dones de Palafrugell i publica el seu següent llibre, El conte del silur, dirigit al públic juvenil. A aquest mateix sector s'inscriu la seua tercera obra editada, A l'altra banda del foc (2011). Alguns dels seus relats breus han estat publicats en obres col·lectives, sovint recopilatoris de literatura ebrenca.

## Obres
- Coques i corassons (2004, Cossetània)
- La cova del silur (2007, Aeditors)
- A l'altra banda del foc (2011, Onada)
- Lola, la fada de l'escola (2012, El Pirata)
- Coques i pastissets (2015, Cossetània)
- Lo Llop i la rabosa (2015, Ajuntament d'Ascó)